# خط اصلی سوتتسو
خط اصلی سوتتسو (به ژاپنی: 相鉄本線, Sōtetsu Honsen) یک خط آهن وابسته به شرکت راه‌آهن ساگامی (سوتتسو) است که مسیر آن در استان کاناگاوا، ژاپن است و ایستگاه یوکوهاما را به ایستگاه ابینا متصل می‌کند.